# Resort y Casino Mayagüez
El Resort y Casino Mayagüez es el mayor complejo hotelero en el oeste de la isla caribeña de Puerto Rico. El hotel cuenta con dos restaurantes, un gran centro de conferencias, un casino y una piscina río de nueva construcción. Fue el principal hotel para los Juegos Centroamericanos y del Caribe de 2010. El hotel se encuentra en la tierra donde se encontraba el Castillo Valdés. El hotel fue construido y operado originalmente por la marca Hilton y fue originalmente llamado Mayagüez Hilton. Más tarde un grupo de inversionistas locales compraron el hotel.